# Stuart Conquest
Stuart Conquest, né le 1er mars 1967 à Ilford, en Angleterre, est un grand maître international d'échecs, champion de Grande-Bretagne en 2008.

## Carrière
En 1981, à l'âge de 14 ans, Stuart Conquest remporte le championnat du monde d'échecs des moins de 16 ans. Il devient champion britannique de parties rapides en 1997. En 1995 et 2000, il partage la victoire dans le tournoi de Hastings. En 2001, il remporte le tournoi de catégorie 14 à Clichy. En octobre 2001, il obtient son meilleur classement Elo avec 2601.
En 2008, il a remporte le championnat britannique, après avoir vaincu Keith Arkell aux départages en parties rapides.
Depuis le milieu des années 1990, il a souvent été membre de l'équipe d'Angleterre aux Olympiades d'échecs et aux championnats d'Europe des clubs.
Depuis 2011, il est le directeur et le commentateur officiel du Festival d'échecs de Gibraltar qui se déroule depuis 2003 en début d'année à Gibraltar.